# Colón (ville du Panama)
Pour les articles homonymes, voir Colon.
Colón est une ville panaméenne de la province de Colón dont elle est le chef-lieu. 
Peuplée par 88 666 habitants en 2010, Colón est un port sur la mer des Caraïbes à la sortie du canal de Panama. Son agglomération compte plus de 200 000 habitants.

## Histoire
La ville a été fondée en 1850 au terminus du Chemin de fer du Panama alors en construction.  Il s'agissait du premier axe transcontinental en Amérique alors que le canal n'existait pas encore.  Initialement, la ville s'appelait Aspinwall comme l'avaient baptisé les émigrés américains alors que les hispanophones l'appelaient Colón.
En 1882, la ville est touchée par un séisme de magnitude qui variait entre 7,71 et 7,92 sur l'échelle de Richter.
La majeure partie de la ville a été brûlée en 1885 lors de la guerre civile en Colombie. Elle a brûlé une seconde fois lors d'un incendie accidentel en 1915.
En 1900 la population ne s'élevait qu'à 3 000 personnes. La population a augmenté de façon significative avec la construction du canal et s'élevait à 31 203 en 1920.
En 1948, Colón est convertie en zone franche (en).
Depuis la fin des années 1960, la ville connait une crise économique pour atteindre aujourd'hui 40 % de chômage et un taux de pauvreté équivalent.

## Sport
L'Estadio Roberto Mariano Bula, enceinte de 2 000 places, accueille les rencontres du club local de baseball du CB Colón, champion national huit fois entre 1949 à 1972.

## Transport
La ville est desservie par l'Aéroport Enrique Adolfo Jiménez, ancienne base américaine.

## Personnalités liées à la ville
- Alfredo Anderson (né en 1978), footballeur panaméen
- Panama Al Brown, de son vrai nom Alfonso Teofilo Brown (1902-1951), boxeur panaméen
- Demetrio Lakas Bahas (1925-1999) président du Panama y est né.
- Billy Cobham (1944-) batteur de jazz et de rock.